# Reinhard Kuhnert (Schriftsteller)
Reinhard Kuhnert (* 29. Januar 1945 in Berlin) ist ein deutscher Autor, Schauspieler, Synchronsprecher, Hörspielsprecher, Hörbuchsprecher und Regisseur.

## Leben und Wirken
Aufgewachsen in Berlin-Friedrichshagen, machte Reinhard Kuhnert sein Abitur und anschließend eine Ausbildung zum Industriekaufmann. Danach studierte er an der Theaterhochschule und am Literaturinstitut Leipzig. Nach verschiedenen Engagements an DDR-Theatern und kurzzeitig erfolgreicher Arbeit als freischaffender Dramatiker in Ost-Berlin, siedelte er nach seiner Entlassung aus dem Schriftstellerverband der DDR nach West-Berlin über.
Neben seiner Arbeit als Dramatiker, Autor, Schauspieler und Regisseur ist Kuhnert als Synchron- und Hörbuchsprecher bekannt.
Er spricht unter anderem David Strathairn, Anupam Kher und Bruce Davison.
Zudem ist Kuhnert als Hörbuchsprecher tätig, so etwa 2008 als Interpret von In 80 Tagen um die Welt (Audible). Für die ersten zwanzig Hörbücher der Romanreihe Das Lied von Eis und Feuer, damals des Audioportals Audible, wurde Kuhnert der Sprecher.

## Auszeichnungen
- 1999 gewann er den Brüder-Grimm-Preis des Landes Berlin (Auszeichnung zur Förderung des Kinder- und Jugendtheaters).
- 2017 Goldene Schallplatte als Erzähler der Hörbuchreihe „Game of Thrones“

## Werke
- 1973: „Señora Sempre widerfährt Gerechtigkeit“, UA Bühnen der Stadt Magdeburg
- 1973: „Der doppelte Chef“, Hörspiel, Berliner Rundfunk
- 1976: „Walzerbahn“, Fernsehfilm der Reihe „Polizeiruf 110“
- 1979: „Die Bau-Maschine“, Literaturparodie auf Heiner Müllers „Bau“ und „Hamletmaschine“, 2004 Abdruck in der Literaturzeitschrift „Ort der Augen“
- 1979: „Die Lieder sind für euch…“, Lieder und Texte, UA Staatstheater Schwerin
- 1980: „Die traurige Stadt“, Hörspiel, Berliner Rundfunk
- 1980: „Der Orden und andere unordentliche Geschichten“, DDR-Fernsehen
- 1981: „Jäckels Traum“, UA Brandenburger Theater, Abdruck „Theater der Zeit“ 7/81
- 1981: „Der Umweg“; „Im Trocknen“, UA Staatstheater Schwerin
- 1982: „Vollpension“, UA Brandenburger Theater
- 1988: „Deutsche Zustände“ – Lieder und Texte, UA Vagantenbühne Berlin (Einladung zum Berliner Theatertreffen)
- 1991: „Der Nächste“, UA, Theater unterm Dach, Berlin
- 1991: „Das Verfahren“, UA Bühnen der Stadt Erfurt
- 1996: CD „Es war zweimal“ – Lieder und Texte, www.phonector.com
- 1998: „Endlich wieder Wagner“, UA Gerhart-Hauptmann-Theater Zittau
- 1999: „Dummer August, denkste!“, UA Carrousel Theater Berlin
- 1999: „Gemeinsam der Zukunft entgegen“, satirisches Hörstück, WDR Köln
- 2000: CD „Traumland Amnesien“ – Lieder und Texte
- 2000: „Land des Vergessens“, Texte, Dr.Ziethen-Verlag, ISBN 3-935358-05-9.
- 2001: „Dieselbe Gegend, später“ – ein Totentanz
- 2001: „Circus Germanicus“, UA Bühnen der Stadt Erfurt
- 2004: „Vom märkischen Narren Hans Clauert“, UA Theater Comedia, DHM, Berlin
- 2012: „Die Judenpuppe“ – Theaterstück[2]
- 2013: „Abgang ist allerwärts“, Roman, Plöttner-Verlag, ISBN 978-3-95537-048-0.
- 2015: „Fionas Feen“, Kinderbuch, Klecks-Verlag, ISBN 978-3-95683-012-9.
- 2019: „In fremder Nähe“, Roman, Mirabilis Verlag, ISBN 978-3-9818484-9-6.
- 2023: „Was unvergessen bleibt“, Erzählungen, Mirabilis Verlag, ISBN 978-3-947857-19-7.
- 2023: „Die Wahrheit bleibt inkognito, Garstige Lieder“, Mitteldeutscher Verlag, ISBN 978-3-96311-832-6.

## Synchronrollen (Auswahl)
André Dussollier
- 1993: Die kleine Apocalypse als Jacques
- 1994: Zwei auf heißer Spur als Thibault
- 1997: Mit den Waffen eines Vaters als Pierre Chevalier
- 2000: Der Ungebetene Gast als Präfekt
- 2009: Mord auf höchster Ebene als Victor Bonnard
- 2009: Vorsicht Sehnsucht als Georges
- 2018: Wilde Kräuter als Victor
- 2022: Spiral – Im Strom der Lügen als Patrick

David Strathairn
- 2005: Missing in America als Henry R. Hocknell Jr.
- 2008: Die Geheimnisse der Spiderwicks als Arthur Spiderwick
- 2011–2012: Alphas (Fernsehserie) als Dr. Lee Rosen
- 2014: Godzilla als Admiral Stenz
- 2015: The Blacklist als Director Peter Kotsiopulos
- 2019: Godzilla II: King of the Monsters als Admiral Stenz
- 2021: Nightmare Alley als Pete

Peter Coyote
- 1989: Schatten in der Dunkelheit als Bill Bradfield
- 1992: Bitter Moon als Oscar
- 1993: Kika als Nicholas
- 1996: Verführung zum Mord als Ruben Borchardt
- 1998: Den Kopf in der Schlinge als Detective Roos
- 2000: More Dogs than Bones – Blutige Millionenjagd als Detective Darren Cody
- 2000: Red Letters – Späte Abrechnung als Dennis Burke

Hector Elizondo
- 1976: Kojak – Einsatz in Manhattan als Carl Dettrow
- 2007–2010: Grey’s Anatomy als Carlos Torres (1. Stimme)
- 2009–2010: Monk als Dr. Neven Bell
- 2023: Mr. Monk’s Last Case: A Monk Movie als Dr. Neven Bell

Bernard Farcy
- 2000: Taxi Taxi als Kommissar Gilbert
- 2003: Taxi 3 als Kommissar Gilbert
- 2004: Der Partykönig von Ibiza als B.B. Bellencourt
- 2007: Taxi 4 als Kommissar Gilbert

Bruce Davison
- 2003: Das Urteil – Jeder ist käuflich als Durwood Cable
- 2005: Kingdom Hospital (Fernsehserie) als Dr. Stegman
- 2009: Final Day – Das Ende der Welt als Dr. Mark Rhodes
- 2010: Ice Twister 2 – Arctic Blast als Walter Winslaw

William H. Macy
- 1996: Fargo – Blutiger Schnee als Jerry Lundegaard
- 1999: Ein filmreifer Mord als Terry Thorpe

Anupam Kher
- 2004: Liebe lieber indisch als Chaman Bakshi
- 2016: Liebe gesucht! als Anupam Kher

Bob Bergen
- 2011, 2014: Star Wars: The Clone Wars als Premierminister Lama Su
- 2021–2023: Star Wars: The Bad Batch als Premierminister Lama Su

### Filme
- 1987: Dean Stockwell in Wächter der Zukunft als Boss
- 1987: Gérard Jugnot in Ein unzertrennliches Gespann als Bernard Rivetot
- 1988: John Rubinstein in Afrika, mein Leben als Arthur Kane
- 1989: Armand Assante in Avatar – Wiedergeburt des Bösen als Romi/Sean
- 1990: Pierce Brosnan in Mister Johnson als Harry Rudbeck
- 1990: Larry Miller in Pretty Woman als Mr. Hollister
- 1991: Pierce Brosnan in Verhängnisvolle Leidenschaft als Paul Tomlinson
- 1991: Michael Gross in Mord in der Dämmerung als Agent Richard Mayberly
- 1991: Daniel Stern in City Slickers – Die Großstadt-Helden als Phil Berquist
- 1991: Gary Cole in General Custers letzte Schlacht als George Armstrong Custer
- 1992: Armand Assante in Mambo Kings als Ray Castillo
- 1992: John Lithgow in Mein Bruder Kain als Carter / Cain / Dr. Nix / Josh / Margo
- 1993: Pierce Brosnan in Mrs. Doubtfire – Das stachelige Kindermädchen als Stuart „Stu“ Dunmeyer
- 1994: Armand Assante in Die Geschworene – Verurteilt zur Angst als Rusty Pirone
- 1994: Kevin Spacey in Unter Haien in Hollywood als Buddy Ackerman
- 1994: Daniel Stern in Die goldenen Jungs als Phil Berquist
- 1998: Colm Feore in Stadt der Engel als Jordan Ferris
- 1999: Brent Stait in Roswell – Alien Attack als Captain Phillips
- 2000: Kevin Spacey in Ein ganz gewöhnlicher Dieb – Ordinary Decent Criminal als Michael Lynch
- 2000: Clancy Brown in Tränen der Erinnerung als Doug Cole
- 2000: Henry Winkler in Den Einen oder Keinen als Chef Ray
- 2001: Charlie und das Rentier als Sheriff
- 2001: Jonathan Hyde in Attila – Der Hunne als Felix
- 2001: Ted Levine in The Fast and the Furious als Sgt. Tanner
- 2002: Gregory Itzin in Leben oder so ähnlich als Dennis
- 2002: Anthony Phelan in Star Wars: Episode II – Angriff der Klonkrieger als Kamino Premier Minister Lama Su
- 2003: Thierry Lhermitte in Im Visier des Bösen als Andreas Lazik
- 2003: Didier Flamand in Mosaik eines Mordes als Henry
- 2005: Xander Berkeley in Kaltes Land als Arlen Pavich
- 2005: James Fox in Charlie und die Schokoladenfabrik als Mr. Salt
- 2005: Ted Levine in Die Geisha als Col. Derricks
- 2005: Patrick Malahide in Sahara – Abenteuer in der Wüste als Botschafter Polidori
- 2006: James Naughton in Der Teufel trägt Prada als Stephen
- 2007: Ian McElhinney in Closing the Ring – Geheimnis der Vergangenheit als Cathal Thomas
- 2008: Dustin Hoffman in Liebe auf den zweiten Blick als Harvey Shine
- 2009: Philippe in Barbie und Die Drei Musketiere
- 2009: Nick Searcy in Die nackte Wahrheit als Stuart
- 2009: John Bowe in Der Feind in meinem Haus als Derek Cotton
- 2011: Remo Girone in Gottes mächtige Dienerin als Eugenio Pacelli/Pius XII
- 2011: Jean-François Stévenin in Auf Grund gelaufen als Balthazar Paredes
- 2012: Ray Wise in Aggression Scale – Der Killer in dir als Bellavance
- 2013: Victor Garber in The Hunters – Auf der Jagd nach dem verlorenen Spiegel als Mason Fuller
- 2013: William Hurt in Seelen als Onkel Jeb
- 2013: Steve Alpert in Wie der Wind sich hebt als Castorp
- 2015: Victor Garber in Sicario als Dave Jennings
- 2015: Josef Abrhám in Der Kronprinz als Zauberer Kruciatus
- 2016: Dustin Hoffman in Kung Fu Panda 3 als Meister Shifu
- 2019: Bruce Davison in Christmas at the Plaza – Verliebt in New York als Reginald Brookwater
- 2022: Richard Schiff in Black Panther: Wakanda Forever als US-Außenminister
- 2022: Michael Caine: in Medieval als Lord Boresh
- 2023: Harry Groener in Oppenheimer als Gale W. McGee
- 2024: Dustin Hoffman in Kung Fu Panda 4 als Meister Shifu

### Serien
- 1999–2007: Tony Amendola in Stargate – Kommando SG-1 als Bra’tac
- 1999–2001: Unten am Fluss – Tim McInnerny als Silverweed
- 2002: Charles Nelson Reilly in Spongebob Schwammkopf als Drecksackblase (Episode: Superhelden im Ruhestand)
- 2003–2008: Victor Garber in Alias – Die Agentin als Jack Bristow
- 2005–2007: Tom Amandes in Everwood als Dr. Harold Abbott
- 2005–2010: John Terry in Lost als Dr. Christian Shephard
- 2007–2012: Robert Vaughn in Hustle – Unehrlich währt am längsten als Albert Stroller
- 2008–2010: Victor Garber in Eli Stone als Jordan Wethersby
- 2009: Marshall Manesh in Prison Break als Nandu Banerjee
- 2011/2013–2014: Geoff Pierson in Dexter als Captain Tom Matthews (2. Stimme)
- 2011–2019: Tim McInnerny in Game of Thrones als Lord Robett Glauer
- 2016–2018: Victor Garber in Legends of Tomorrow als Dr. Martin Stein / Firestorm
- 2022: Carlos Alazraqui in Star Trek: Lower Decks als Admiral Les Buenamigo

## Hörspiele (Auswahl)
- 2006: Star Wars 6-CD Hörspielbox: Episoden I-VI, Box-Set, Label: Folgenreich (Universal)
- 2009: Lady Bedfort 24: Die Truhe des Kapitäns, Hörplanet, als Steve Pender
- 2019: Death Note (Hörspielserie, nach der Mangaserie von Tsugumi Ōba und Takeshi Obata), Lübbe Audio (Download), ISBN 978-3-8387-9298-9.
- 2021: Lady Bedfort 72: Der mörderische Jackpot (Audible)
- 2024: Kung Fu Panda 4 (Das Original-Hörspiel zum Kinofilm), EdelKids Verlag

## Hörbücher (Auswahl)
- 2008: Jules Verne: In 80 Tagen um die Welt, Audible
- 2013: Abgang ist allerwärts (Audible, Roman, Autorenlesung)
- 2014: Giovanni Boccaccio: Das Dekameron, Audible
- 2015: George R. R. Martin: Der Krieg der Könige, Random House Audio, ISBN 978-3-8371-3235-9. (Das Lied von Eis und Feuer)
- 2016: Kiera Brennan: Die Herren der Grünen Insel, Random House Audio
- 2016: Peter Prange: Die Rose der Welt, Argon Verlag
- 2016: Bernd Perplies, Christian Humberg: Star Trek: Prometheus 1–3
- 2017: Norman Ohler: Die Gleichung des Lebens, Audible
- 2019: Ulf Schiewe: Der Attentäter, Lübbe
- 2021: Eddie Jaku: Der glücklichste Mensch der Welt, Argon Verlag & BookBeat, ISBN 978-3-7324-5627-7.
- 2021: Sofía Segovia: Das Flüstern der Bienen, Hörbuch Hamburg, ISBN 978-3-95713-235-2 (gemeinsam mit Uve Teschner)
- 2021: George R. R. Martin: Das Spiel der Königinnen, Random House Audio, ISBN 978-3-8371-5870-0 (Das Lied von Eis und Feuer)
- 2022: Nina Ohlandt & Jan F. Wielpütz: TIEFER SAND: John Benthiens achter Fall, Lübbe Audio, ISBN 978-3-7540-0070-0.
- 2023: David Eddings: Der Ritter vom Rubin, Random House Audio, ISBN 978-3-8371-6290-5 (Die Elenium-Trilogie 2).
- 2024: Simon Scarrow & T. J. Andrews: Krieger, Random House Audio, ISBN 978-3-8371-6602-6 (Hörbuch-Download).
- 2024: Charles Dickens: David Copperfield, Argon Verlag
- 2025: Nina Ohlandt & Jan F. Wielpütz: Zornige Brandung, Lübbe Audio & Audible (Hörbuch-Download, Hauptkommissar John Benthien – Band 11)